# DXモノポリー
『DXモノポリー（デラックス　モノポリー）』は2000年12月21日にタカラから発売されたプレイステーション用ソフトである。

## 概要
ゲームボーイの『DXモノポリーGB』に続く、タカラの2作目となるモノポリーのゲーム。
日本選手権チャンピオンの野中俊一郎と世界チャンピオンの百田郁夫が監修を務め、従来のモノポリーゲームよりCOMの思考ルーチンが強化されている。また、仮破産交渉が可能となり、より実戦形式に近い対局となっている。
プレーヤーはウェブ上で行われるモノポリー大会の参加者となり、計12回戦を勝ち抜いていくことを目的とする。

## スタッフ
- テキスト：大舘俊一
- キャラクターデザイナー：田中勲
- サウンドデータエンジニア：有限会社T's MUSIC　角岡義行
- ミュージックコンポーザー：有限会社TONES　宮路一昭
- メッセージデータ製作：有限会社アールフォース・エンターテインメント　横山裕一、又吉智、碧流あおい、内海良春
- 監修：有限会社リズミックス　百田郁夫、野中俊一郎
- デバッグ協力：ポールトゥウィン株式会社

## ルール
公式ルールとほとんど同じだが、家の競売がない。

## キャラクター
計48人のコンピュータキャラクターが登場。カッコ内は対局時のハンドルネーム。

### BARABARA（1回戦）
- ルビ・ゲイシ（カイチョウ）

某ソフト会社会長。ビル・ゲイツがモデル。ジョプスと言うライバルがいる。
- なかた　れいな（れいな）

アイドル女優。田中麗奈がモデル。セリフの中にがんばっていきまっしょいと言うフレーズがある。
- さくらざわ　ゆりか（ユリカ）

女流囲碁名人。梅沢由香里がモデル。
- あらたち　さぶろう（アラタチ）

アナウンサー。古舘伊知郎がモデル。

### Ethnic　Cafe（2回戦）
- エス・パエリア（パエリア）

スペイン・アンダルシア地方生まれのフラメンコダンサー。
- ルイ・カルポーネ（カルポーネ）

イタリア人のプレイボーイ。
- ヒダロ・コレイヤ（コレイヤ）

ケニア・ナショナルパークの飼育員。
- モハメド・サード（モハメド）

UAEの石油王。

### もじこのおへや（3回戦）
- つら　もじこ（モジコ）

ネットアイドルを目指す女子高生。その名の通りグラフィックが顔文字。
- えびな　まよ＆まひる（まよ＆まひる）

「お兄様・まひる」と「妹・まひる」の劇団員コンビ。
- おおみず　かける（ファイア）

消防士。レッドが好き。
- かわみ　のぞむ（コスプレ）

コスプレマニアのプログラマー。

### あにまる4（4回戦）
- こだま　かえす（ピータ）

サラリーマン。グラフィックはオウム。
- たむら　けん（ケン）

浪人生。グラフィックは犬。
- かどき　かずこ（モンキチ）

主婦。グラフィックは猿。
- うつみ　たくろう（ドリトン）

イルカショーのインストラクター。グラフィックはイルカ。

### T.Kプロデュース（5回戦）
- こもろ　たつや（T.K）

音楽プロデューサー。ダークブルーが大好き、ライトブルーが好き。小室哲哉がモデル。
- はだ　はきこ（ハッコ）

歌手。和田アキ子がモデル。
- いたの　たかし（トノ）

コメディアン。ビートたけしがモデル。
- なかしま　くらお（ミスター）

プロ野球監督。長嶋茂雄がモデル。

### Team　SPORTS（6回戦）
- しき　ゆかた（ゆかた）

騎手。武豊がモデル。
- おおの　しんじ（シンジ）

プロサッカー選手。小野伸二がモデル。
- うめさか　だいすけ（ダイスケ）

プロ野球選手。松坂大輔がモデル。
- アントンいもき（アントン）

プロレスラー。レッドが大好き。アントニオ猪木がモデル。

### こりす学園（7回戦)
- えどがわ　げんた（キョウジュ）

大学教授。
- はやみ　りつこ（りつこ）

高校の英語教師。
- だいぐうじ　つかさ（マッチョ）

中学の体育教師。
- ほしな　かずみ（かずみ）

幼稚園の教諭。

### ＭＭＭ[モアモアモノポリー]（8回戦）
- ペトロ・ナタリア（ナターシャ）

ロシア出身のバレリーナ。
- ヨハン・クラウト（ヨハン）

ドイツ・ミュンヘン生まれの医師。
- ロバート・ミラー（ロバーツ）

ウォール街で務めるアメリカ人サラリーマン。
- カルロス・ルイージ（カルロス）

メキシコ人。

### まいほうむ（9回戦）
- きむら　たろう（パパ）

きむら家の主。
- きむら　よしえ（ママ）

たろうの妻。
- きむら　たいち（たいち）

きむら家の長男。
- きむら　みか（みかりん）

きむら家の長女。

※きむら家の家族間の交渉は成立しやすくなっているため、実質的にプレーヤー1対COM4という12回戦以上の高難度である。

### OWARAI　HQ（10回戦）
- あやのこうじ　ひかり（デーブ）

コメディアン。ダークパープルやライトブルーが好き。伊集院光がモデル。
- みぎはし　たけゆき（タケ）

お笑いタレント。石橋貴明がモデル。
- ９９９むらおか（ナイナイナイ）

お笑いトリオ９９９のメンバー。岡村隆史がモデル。
- ときんショージ（ときん）

ミュージシャン。所ジョージがモデル。

### 偉人伝（11回戦）
- A・アインシュタイン（アルバート）

ドイツ生まれの物理学者。
- トーマス・エジソン（トーマス）

アメリカの発明家。
- ノストラダムス（ノストラダムス）

占星術師。
- さかもと　りょうま（りょうま）

幕末の志士。

### SAIKYO（12回戦）
- いくた　としあき（いくた）

モノポリー世界チャンピオン。
- なかの　しゅんいち（ナカノ）

モノポリー日本チャンピオン。
- モノ（モノ）

全宇宙モノポリーチャンピオン。宇宙人。ポリーという名前の妹がいる。
- みなとの　ようこ（ようこ）

大学モノポリーチャンピオン。